# Chikun
Chikun è una delle ventitré aree a governo locale (local government areas) in cui è suddiviso lo stato di Kaduna, in Nigeria. Estesa su una superficie di 4.645 chilometri quadrati, conta una popolazione di 368.250 abitanti.